# AMC Networks
Pour les articles homonymes, voir AMC.
AMC Networks est un groupe de médias américain. Il possède les chaînes de télévision américaines AMC, IFC, WE tv, et Sundance Channel, la salle de cinéma Art et Essai new-yorkaise IFC Center et la société de production IFC Films.
Elle est lancée en 1980 sous le nom de Rainbow Media Holdings, LLC, une filiale de Cablevision.

## Actionnaires
Liste des principaux actionnaires au 14 novembre 2019:
| ClearBridge Investments    | 16,2% |
| The Vanguard Group         | 9,13% |
| LSV Asset Management       | 6,32% |
| AQR Capital Management     | 5,79% |
| Luxor Capital Group        | 5,30% |
| Shapiro Capital Management | 5,22% |
| Manning & Napier Advisors  | 5,08% |
| BlackRock Fund Advisors    | 4,47% |
| Paulson & Co.              | 3,40% |
| BloombergSen               | 3,13% |